# 지르발어
지르발어(Dyirbal)는 오스트레일리아 퀸즐랜드주 동북부의 원주민인 지르발 부족의 언어이다. 파마늉아어족의 지르발어파에 속한다.

## 방언
지르발어는 마무(Mamu) 부족, 지르발(Dyirbal) 부족, 기라마이(Giramay) 부족이 사용한다. 각 부족의 언어는 문법이 거의 동일하고 어휘를 70% 이상 공유하므로 ‘지르발어’라는 단일한 언어의 방언으로 볼 수 있다. 앞으로의 설명은 특별한 언급이 없으면 지르발 부족의 방언을 기준으로 한다.

## 음운론
지르발어의 파열음·비음 조음 위치는 4개로, 일반적인 오스트레일리아 원주민 언어의 6개보다 적다. 지르발어에는 오스트레일리아 언어에 흔히 나타나는 치음·치경음·권설음 대립이 없기 때문이다. 대부분의 오스트레일리아 언어와 마찬가지로 유성음과 무성음의 대립이 없다. 지르발어 공식 표기법에서는 파열음을 표기할 때 b, d, g와 같은 유성음 글자를 사용한다.
지르발어의 모음 체계는 일반적인 오스트레일리아 언어와 같이 3개의 모음 /i/, /a/, /u/으로 되어 있다. 강세는 단어의 첫 음절에 온다.
|        | 변자음   | 변자음   | 설단음 | 설첨음 | 설첨음 |
| 양순음 | 연구개음 | 경구개음 | 치경음 | 권설음 |        |
| ------ | -------- | -------- | ------ | ------ | ------ |
| 파열음 | p        | k        | c      | t      |        |
| 비음   | m        | ŋ        | ɲ      | n      |        |
| 전동음 |          |          |        | r      |        |
| 접근음 | w        | w        | j      | l      | ɻ      |

## 품사
지르발어에는 다음과 같은 품사가 있다.
- 명사류
  - 명사
  - 형용사
- 대명사
- 동사류
  - 동사
  - 부동사(영어: adverbal)
- 시간수식어
- 불변화사
- 감탄사

형용사는 명사와 똑같이 굴절한다. 형용사가 명사를 수식하듯 부동사는 동사를 수식하며 동사와 똑같이 굴절한다.

### 명사류
명사구는 명사와 명사표지로 이루어지며 하나 이상의 형용사를 포함할 수 있다. 그러나 각 요소는 모두 생략 가능하다. 명사와 형용사는 똑같이 굴절하고 거의 똑같은 통사론적 환경에 나타난다. 그러나 명사는 하나의 명사부류에 속하므로 한 종류의 명사표지하고만 함께 나타나지만, 형용사는 명사부류에 속하지 않으므로 모든 종류의 명사표지와 함께 나타날 수 있다는 차이가 있다.

#### 격
명사와 형용사는 격에 따라 똑같이 굴절한다. 지르발어에는 9개의 격이 있다. 격은 접미사로 표시되며 이 중 5개는 어간의 모양에 따라 형태가 달라진다.
1. 절대격: 어간 자체
2. 능격:
  1. -ŋgu: 어간이 2음절이고 모음으로 끝나는 경우
  2. -gu: 어간이 3음절 이상이고 모음으로 끝나는 경우
  3. 같은 조음 위치의 파열음 + -u: 어간이 비음 또는 -j로 끝나는 경우
  4. 어간말 자음 삭제 후 -ɻu: 어간이 -l, -r, -ɻ로 끝나는 경우
3. 도구격: 능격과 같음. (능격과 도구격은 통사론적으로 구별됨.)
4. 단순속격: 어간이 비음으로 끝나는 경우 -u, 그렇지 않으면 -ŋu
5. 처격: 능격과 같지만 모음 u 대신에 a를 사용
6. 일반속격: -mi
7. 여격: -gu
8. 향격: -gu (명사와 형용사의 여격과 향격은 형태가 같지만, 명사표지와 동사표지의 경우에는 둘이 다름. 여격과 향격은 통사론적으로도 구별됨.)
9. 탈격: -ŋunu

고유명사와 사람을 가리키는 몇몇 일반명사는 타동사의 목적어일 때 접미사 -ɲa를 받을 수 있다. 이런 명사들의 경우 여격과 처격에 -ɲa-가 붙을 수 있으며, -ɲa- 뒤의 여격과 처격 접미사는 각각 -ngu, -ŋga가 된다. 남자 이름인 burbula를 예를 들면:
- 절대격(자동사의 주어): burbula
- 절대격(타동사의 목적어): burbula 또는 burbulaɲa
- 여격: burbulagu 또는 burbulaɲangu
- 처격: burbulaga 또는 burbulaɲaŋga

#### 명사표지
지르발어에는 4개의 명사부류가 있다. 명사부류는 주로 의미론적으로 정해진다.
- I 부류 - 대부분의 유정명사, 남자
- II 부류 - 여자, 물, 불, 폭력, 특별한 동물[4]
- III 부류 - 식용 과일과 채소
- IV 부류 - 기타 (위 세 부류에 포함되지 않는 명사들)

일반적으로 지르발어 명사는 ‘명사표지’와 함께 나타난다. 명사표지는 명사의 부류와 격에 일치하고 명사가 가리키는 대상의 위치를 나타내 주는 단어이다. 위치에 따라 세 종류가 있다.
- bala-: 명사의 지시체가 눈에 보이고 멀리 있음. (지시체가 눈에 보이는지, 가까운지 여부를 나타내고 싶지 않을 때에도 사용하는 기본 명사표지)
- yala-: 명사의 지시체가 눈에 보이고 가까이 있음.
- ŋala-: 명사의 지시체가 눈에 보이지 않음.

|          | 절대격 | 능격/도구격 | 여격  | 단순속격 |
| -------- | ------ | ----------- | ----- | -------- |
| I 부류   | bayi   | baŋgul      | bagul | baŋul    |
| II 부류  | balan  | baŋgun      | bagun | baŋun    |
| III 부류 | balam  | baŋgum      | bagum | ―        |
| IV 부류  | bala   | baŋgu       | bagu  | baŋu     |

|          | 절대격 | 능격/도구격 | 여격  | 단순속격 |
| -------- | ------ | ----------- | ----- | -------- |
| I 부류   | giyi   | yaŋgul      | yagul | yaŋul    |
| II 부류  | giɲan  | yaŋgun      | yagun | yaŋun    |
| III 부류 | giɲam  | yaŋgum      | yagum | ―        |
| IV 부류  | giɲa   | yaŋgu       | yagu  | yaŋu     |

ŋala-의 굴절은 bala-에서 b를 ŋ으로 바꾼 것과 같다. 다음은 I 부류 명사인 yaɻa ‘남자’를 활용한 예문이다.
- bayi yaɻa miyandaɲu. (저) 남자가 웃는다.
- giyi yaɻa miyandaɲu. 이 남자가 웃는다.
- ŋayi yaɻa miyandaɲu. (들리지만 보이지 않는) 남자가 웃는다.

향격, 처격, 탈격 명사는 명사표지와 함께 나타나지 않는다.

### 대명사
지르발어 명사가 능격-절대격 체계인 데 반해, 대명사는 주격-대격 체계이다. 기라마이 방언의 단수 대명사에서는 삼분법 체계의 성격도 나타난다.
|               | 1인칭    | 1인칭     | 1인칭     | 2인칭   | 2인칭       | 2인칭     |
| 단수          | 쌍수     | 복수      | 단수      | 쌍수    | 복수        |           |
| ------------- | -------- | --------- | --------- | ------- | ----------- | --------- |
| 자동사 주어   | ŋaɟa     | ŋaliɟi    | ŋanaɟi    | ŋinda   | ɲubalaɟi    | ɲuraɟi    |
| 타동사 주어   | ŋaɟa     | ŋaliɟi    | ŋanaɟi    | ŋinda   | ɲubalaɟi    | ɲuraɟi    |
| 타동사 목적어 | ŋayguna  | ŋaliɟina  | ŋanaɟina  | ŋinuna  | ɲubalaɟina  | ɲuraɟina  |
| 여격          | ŋaygungu | ŋaliɟingu | ŋanaɟingu | ŋinungu | ɲubalaɟingu | ɲuraɟingu |
| 단순속격      | ŋaygu    | ŋaliɟinu  | ŋanaɟinu  | ŋinu    | ɲubalaɟinu  | ɲuraɟinu  |

|               | 1인칭    | 1인칭     | 1인칭     | 2인칭   | 2인칭       | 2인칭     |
| 단수          | 쌍수     | 복수      | 단수      | 쌍수    | 복수        |           |
| ------------- | -------- | --------- | --------- | ------- | ----------- | --------- |
| 자동사 주어   | ŋayba    | ŋali      | ŋana      | ŋinba   | ɲubila(ɟi)  | ɲura      |
| 타동사 주어   | ŋaɟa     | ŋali      | ŋana      | ŋinda   | ɲubila(ɟi)  | ɲura      |
| 타동사 목적어 | ŋaɲa     | ŋaliɲa    | ŋanaɲa    | ŋina    | ɲubilaɟina  | ɲuraɲa    |
| 여격          | ŋaygungu | ŋaliɲangu | ŋanaɲangu | ŋinungu | ɲubilaɟingu | ɲuraɲangu |
| 단순속격      | ŋaygu    | ŋaliŋu    | ŋanaŋu    | ŋinu    | ɲubilaɟinu  | ɲuraŋu    |

마무 방언에는 ‘자신과 배우자’를 가리키는 대명사가 추가로 존재한다.
| 격            | 자동사 주어 | 타동사 주어 | 타동사 목적어 | 여격        | 단순속격   |
| ------------- | ----------- | ----------- | ------------- | ----------- | ---------- |
| 자신과 배우자 | ŋanaymba    | ŋanaymba    | ŋanaymbana    | ŋanaymbangu | ŋanaymbanu |

3인칭 대명사나 일반속격, 처격, 향격, 탈격 대명사는 따로 없다.

### 동사류
명사를 수식하는 형용사가 명사와 똑같이 굴절하듯이, 동사를 수식하는 부동사는 동사와 똑같이 굴절한다. 지르발어의 동사·부동사 어근은 자동사와 타동사로 나뉜다.
동사류는 어간 끝의 모양이 -l이냐 -y냐에 따라 2개의 굴절부류로 나뉜다. 타동사 어근의 90%는 -l 형이고 자동사 어근의 80%는 -y 형이다.

#### 시제
지르발어에는 비(非)미래와 미래의 두 가지 시제가 있다.
|        | -l 어간             | -y 어간             |
| ------ | ------------------- | ------------------- |
| 어간   | balgal ‘치다’       | baniy ‘오다’        |
| 비미래 | balgan ‘친다, 쳤다’ | baniɲu ‘온다, 왔다’ |
| 미래   | balgaɲ ‘칠 것이다’  | baniɲ ‘올 것이다’   |

### 시간수식어
시간수식어는 문장이 나타내는 완료된 사건에 대한 정보를 나타내는 단어이다. 일반적으로 문장의 맨 처음에 오며, 두 가지 굴절형이 있다.
1. -gu: (시간)까지. gilu ‘오늘 나중에’ / gilugu ‘오늘 나중까지’
2. -mu: (시간)부터. gubila ‘몇 년 전에’ / gubilamu ‘몇 년 전부터’

## 문장 구조
지르발어는 능격-절대격 언어이다. 즉 자동사의 주어와 타동사의 목적어는 절대격이라는 하나의 격으로 나타내고, 타동사의 주어는 능격이라는 별개의 격으로 나타낸다. 지르발어에서 절대격으로 나타낸 성분은 주제어의 기능을 한다.
| bayi           | yaɻa    | baniɲu      |
| CL1.ABS        | man.ABS | come-NONFUT |
| ‘남자가 온다.’ |         |             |

| balan          | ɟugumbil  | baniɲu      |
| CL2.ABS        | woman.ABS | come.NONFUT |
| ‘여자가 온다.’ |           |             |

| bayi                    | yaɻa    | baŋgum  | ɟugumbiɻu | balgan     |
| CL1.ABS                 | man.ABS | CL2.ERG | woman.ERG | hit.NONFUT |
| ‘여자가 남자를 때린다.’ |         |         |           |            |

| balan                   | ɟugumbil  | baŋgul  | yaɻangu | balgan     |
| CL2.ABS                 | woman.ABS | CL1.ERG | man.ERG | hit.NONFUT |
| ‘남자가 여자를 때린다.’ |           |         |         |            |

지르발어의 어순은 매우 자유롭다. 구 안의 어순이 자유로울 뿐 아니라, 서로 다른 구에 속한 단어끼리도 문장 안의 어순이 자유롭다. 지르발어의 어순 규칙은 두 가지뿐이다.
1. 몇몇 불변화사는 반드시 동사보다 앞에 온다.
2. 연속되는 최선호구문에서, 앞선 절의 동사에 지배되는 단어들은 뒤따르는 절의 동사보다 앞에 온다.

반드시 지켜지지는 않지만 선호되는 어순의 예로는 다음이 있다.
1. 시간수식어는 대체로 문장 맨 앞에 온다.
2. 절대격 명사구는 능격·여격 명사구보다 앞에 온다. 능격 명사구는 동사보다 앞에 온다. 여격 명사구는 동사보다 뒤에 온다.
3. 명사표지와 소유자는 명사 앞에 온다. 형용사와 관계절은 수식하는 명사 뒤에 온다.

다음은 일반적인 어순으로 된 지르발어 문장과, 같은 문장을 다른 어순으로 말한 것이다.
| bayi                                    | waŋal         | baŋul     | yaɻaŋu     | bulganu       | baŋgun  | ɟugumbiɻu | buɻan      |
| CL1.ABS                                 | boomerang.ABS | CL1.GEN   | man-GEN    | big-GEN       | CL2.ERG | woman-ERG | see-NONFUT |
| ‘여자가 커다란 남자의 부메랑을 보았다.’ |               |           |            |               |         |           |            |
| bayi                                    | yaɻaŋu        | ɟugumbiɻu | buɻan      | waŋal         | baŋgun  | baŋul     | bulganu    |
| CL1.ABS                                 | man-GEN       | woman-ERG | see-NONFUT | boomerang.ABS | big-GEN | CL1.GEN   | big-GEN    |
| ‘여자가 커다란 남자의 부메랑을 보았다.’ |               |           |            |               |         |           |            |

### 태 전환: 동사의 -ŋay 형
타동사의 -ŋay 형은 주어를 능격에서 절대격으로 바꾸고, 목적어를 절대격에서 능격 또는 여격으로 바꾼다. (대명사 주어는 변함이 없고, 대명사 목적어는 여격으로 바꾼다.) 이를 통해 타동사의 주어가 문장의 주제어임을 나타낸다.
- -l 어간 동사: 어간에 -ŋay를 붙임
- -y 어간 동사: -y를 삭제하고 -ŋay를 붙임

-ŋay 형 동사는 다른 -y 어간 동사와 똑같이 굴절한다. 접미사의 실제 모양은 마무 방언에서는 항상 -ŋay이고, 지르발 방언에서는 ŋ이 생략되기도 하며, 기라마이 방언에서는 보통 ŋ이 생략된다.
일반적인 문장
| balan                   | ɟugumbil  | baŋgul  | yaɻangu | balgan     |
| CL2.ABS                 | woman.ABS | CL1.ERG | man.ERG | hit-NONFUT |
| ‘남자가 여자를 때린다.’ |           |         |         |            |

-ŋay 형 문장 (능격 목적어)
| bayi                    | yaɻa    | baŋgun  | ɟugumbiɻu | balgaŋaɲu      |
| CL1.ABS                 | man.ABS | CL2.ERG | woman.ERG | hit-ŋay-NONFUT |
| ‘남자가 여자를 때린다.’ |         |         |           |                |

-ŋay 형 문장 (여격 목적어)
| bayi                    | yaɻa    | bagun   | ɟugumbilgu | balgaŋaɲu      |
| CL1.ABS                 | man.ABS | CL2.DAT | woman.DAT  | hit-ŋay-NONFUT |
| ‘남자가 여자를 때린다.’ |         |         |            |                |

### 연계 명사구
단문에 사건과 관계있는 ‘연계 명사구’(implicated NP)를 추가할 수 있다. 연계 명사구는 여격을 받으며 ‘…와 관련하여’의 뜻을 지닌다.
- balan ɟugumbil baŋgul yaɻangu	mundan ‘남자가 여자를 데려갔다’
- balan ɟugumbil baŋgul yaɻangu	mundan bagum miraɲgu ‘남자가 여자를 콩으로 데려갔다’

향격이 단순히 방향을 뜻하는 것과 달리, 위 문장에서 여격어(‘콩’)은 곧 절대격어(‘여자’)와 관련된 어떤 사건에 연계될 것임을 나타낸다.

### 동사의 목적형
절대격어, 즉 주제어를 공유하는 문장들의 연쇄에서(#담화 구조 참고) 두번째 혹은 뒤따르는 문장의 동사복합체는 목적형으로 굴절함으로써 ‘연계 동사복합체’(implicated VC)로 표시될 수 있다. 목적형 접미사는 시제 접미사와 같은 위치에 나타난다. 즉 둘은 함께 쓰이지 않는다. 목적형 접미사의 형태는 다음과 같다.
- -l 어간 동사: -i
- -y 어간 동사: -gu
  - -iy 어간 동사의 경우 음운규칙에 의해 어간말 -y가 삭제된다.

A 문장 뒤에 목적형 B 문장이 왔다고 하자. 그러면 B가 가리키는 사건은 A 사건이 일어났기 때문에 가능한 것이다. 즉, B라는 ‘목적’을 위해 A 사건이 발생한 것이거나, A 사건의 자연스러운 ‘결과’로 B 사건이 발생한 것이다.
- bayi yaɻa walmaɲu ‘남자가 일어났다’
- bayi yaɻa wayɲɟin ‘남자가 오르막을 올라갔다’
- bayi yaɻa walmaɲu wayɲɟili ‘남자가 오르막을 올라가려고 일어났다’

### 담화 구조
지르발어에서는 절대격어(자동사의 주어 또는 타동사의 목적어)가 문장의 주제어가 된다. 주제어를 공유하는 문장들의 연쇄를 주제 연쇄(topic chain)라 하며, 지르발어 담화에서는 열 개 이상의 문장으로 이루어진 주제 연쇄도 흔히 나타난다. 주제 연쇄 안에서 주제어는 첫 문장에만 나타나면 되고, 그 뒤에는 전부 혹은 일부 생략될 수 있다(명사표지만 남고 생략되는 경우가 흔하다).
일반적인 문장에서 주제어는 생략되지 않지만, 그 외의 명사구는 모두 생략될 수 있다.
- balan ɟugumbil balgan ‘여자가 (누군가에게) 맞고 있다’ (행위자 여격어 생략)
- bayi yaɻa balgaŋaɲu ‘남자가 (누군가를) 때린다’ (-ŋay 형, 피행위자 여격어 생략)

#### 최선호구문
다음의 두 문장을 보자.
- balan ɟugumbil baŋgul yaɻangu	mundan bagum miraɲgu ‘남자가 여자를 콩으로 데려갔다’
- balam miraɲ baŋgun ɟugumbiɻu babin ‘여자가 콩을 깠다’

후자를 -ŋay 형으로 바꾸어 ‘콩’을 여격으로 만들면 다음과 같다.
- balan ɟugumbil bagum miraɲgu babilŋaɲu ‘여자가 콩을 깠다’

그러면 첫번째 문장과 세번째 문장은 주제어(절대격어)가 balan ɟugumbil로 똑같고, 연계 명사구(여격어)도 bagum miraɲgu로 똑같다. 이때 겹치는 성분을 생략하고 다음과 같이 말할 수 있다.
- balan ɟugumbil baŋgul yaɻangu	mundan bagum miraɲgu babilŋaɲu ‘남자가 여자를 콩을 까라고 데려갔다’

이와 같은 구문을 ‘최선호구문’(favourite construction)이라 부른다. 최선호문장의 기저에는 두 개의 단문이 있다. 첫 문장의 절대격어와 둘째 문장의 능격어가 같고, 첫 문장의 여격어가 둘째 문장의 절대격어와 같을 때, 둘째 문장의 동사를 -ŋay 형으로 바꾸어 최선호구문을 만들 수 있다. 첫 문장이 자동문인 예시를 들면 다음과 같다.
- balan ɟugumbil yanu bagum miraɲgu ‘여자가 콩으로 갔다’
- (위의 예시와 같음)
- balan ɟugumbil yanu bagum miraɲgu babilŋaɲu ‘여자가 콩을 까러 갔다’

두번째 동사는 목적형으로 굴절할 수도 있다.

#### 동사의 -ŋura 형
연속된 두 문장 가운데 첫 문장의 능격 논항이 둘째 문장의 절대격 논항과 같은 경우, 둘째 문장의 동사는 시제 접미사가 올 자리에 대신 -ŋura가 온다. (시제 굴절을 할 때와 마찬가지로 어간말 -y나 -l은 탈락한다.) 예를 들어 다음 두 문장을 보자.
- bala yugu baŋgul yaɻaŋgu madan ‘남자가 막대기를 던졌다’
- bayi yaɻa wayɲɟin ‘남자가 언덕을 올랐다’

두 문장을 합쳐 다음처럼 말할 수 있다.
- bala yugu baŋgul yaɻaŋgu madan bayi yaɻa wayɲɟiŋura ‘남자가 막대기를 던지고 (곧바로) 언덕을 올랐다’

통사적 기능 외에도 -ŋura는 둘째 문장의 사건이 첫째 문장의 사건 직후에 일어남을 나타낸다. 둘째 문장의 절대격 논항은 삭제되는 경우가 많다. -ŋura는 첫째 문장에서 주제가 아닌 논항을 뒤따르는 문장(들)의 주제로 소개하는 역할을 한다고 할 수 있다.
지르발어에 -ŋay 형과 -ŋura 형이 존재함으로써 얻는 효과는, 연속한 두 문장이 논항을 공유할 때, 공유된 논항이 각 문장에서 어떤 격을 받든 간에 이 사실을 표시할 수 있다는 것이다.

### 재귀태와 상호태
타동사 어근은 다음과 같이 재귀형으로 바꿀 수 있다.
- -l 어간 타동사의 경우
  - 어간말 -l을 지움
  - 마무 방언과 기라마이 방언의 경우, -ríy를 붙임
  - 지르발 방언의 경우
    - 어간 끝에서 두 번째 음절이 강세음절인 경우, -yiríy를 붙임
    - 그 외의 경우, -ríy를 붙임 (어간 마지막 음절이 강세음절이거나, 마지막 두 음절이 비강세음절인 경우)
- -y 어간 타동사의 경우
  - 어간말 -y를 지움
  - 어간이 두 음절인 경우, -máriy를 붙임
  - 어간이 세 음절 이상인 경우, -(m)báriy를 붙임

| 타동사 어근           | 재귀형         | 재귀형        |
| 타동사 어근           | 마무, 기라마이 | 지르발        |
| --------------------- | -------------- | ------------- |
| búybal ‘숨기다’       | búybaríy       | búybayiríy    |
| ŋúnbiɻal ‘시도하다’   | ŋúnbiɻaríy     | ŋúnbiɻaríy    |
| múnumádal ‘그만두다’  | múnumádaríy    | múnumádayiríy |
| gúniy ‘찾다’          | gúnimáriy      | gúnimáriy     |
| gúnigúniy ‘계속 찾다’ | gúnigúnibáriy  | gúnigúnibáriy |

재귀형은 실제로 재귀의 의미를 나타내기도 한다.
- bala yugu baŋgul yaɻaŋgu ‘남자가 막대기를 숨긴다’
- bayi yaɻa buybayriɲu ‘남자가 스스로를 숨긴다’

또 재귀형은 재귀의 의미 없이 타동사 어근을 자동사로 만드는 데 쓰이기도 한다.
- balam wuɟu baŋgul yaɻaŋgu ɟaŋgaɲu ‘남자가 과일을 먹는다’
- bayi yaɻa ɟaŋgaymariɲu bagum wuɟugu ‘남자가 과일을 먹는다’

위 둘째 문장은 첫째 문장의 A 논항을 절대격으로 바꾸고 O 논항을 여격으로 바꾸었다는 데서 -ŋay 형의 한 유형과 통사적으로 유사하다. 다음과 같이 -ŋay 형의 또다른 유형과 유사한 재귀문도 가능하다.
- balabawal yugu baŋgul nudin ‘그는 저 멀리서 나무를 자른다’
- bayi nudiyiriɲu yuguŋgu baŋgubawal ‘그는 저 멀리서 나무를 자른다’

여기서 둘째 문장은 첫째 문장의 O 논항을 여격이 아닌 능격으로 바꾸었다. 이처럼 재귀의 의미를 나타내지 않는 재귀형을 ‘가짜 재귀형’이라고 하면, 가짜 재귀형은 -ŋay 형과 통사적으로 똑같고 다만 의미가 다르다. -ŋay 형은 실현된 사건을 나타내지만, 가짜 재귀형은 실현되지 않은 사건을 나타낸다.
- bayi yaɻa ɟabandu wagaymariɲu ‘남자가 장어를 잡는다’ (장어를 잡으러 나가 있지만, 실제로 장어를 잡거나 잡지 못했을 수 있음)
- bayi yaɻa ɟabandu wagaŋaɲu ‘남자가 장어를 잡는다’ (실제로 장어를 잡음)

상호태는 타동사 어간의 첫 두 음절을 중첩하고 어간 끝에 접미사 -(n)bariy를 붙여 만든다. 상호태 동사는 자동사가 된다.
- bayi yaɻa baŋgun ɟugumbiɻu baɻan ‘여자가 남자를 때렸다’
- bayi yaɻagara balan ɟugumbilgara baɻalbaɻalnbariɲu ‘여자와 남자가 서로 때렸다’
- balagara ɲunɟalɲunɟalnbariɲu ‘두 사람이 서로 입맞춘다’

### 동사의 도구태와 공동태
지르발어에서 도구격 명사구는 동작에 쓰이는 도구, 무기, 신체 부위 따위를 나타내며, 수여동사에서는 수여되는 대상을 나타낸다. 도구격과 능격은 형태론적으로 똑같이 표시되지만, 통사론적으로는 다르게 행동한다. 예컨대 지르발어에서 자동사과 타동사는 엄격히 구분되며, 각각 절대격 주어와 능격 주어/절대격 목적어를 요구하지만, 도구격 명사구는 이와 무관하다. 동사의 -ŋay 형과 재귀형은 능격 논항을 절대격으로 바꾸지만, 도구격 명사구는 건드리지 않는다.
행위자, 피행위자, 도구가 포함된 사건은 지르발어에서 두 가지 방식으로 나타낼 수 있다. 하나는 일반적인 타동문과 도구격 명사구를 사용하는 것이고, 다른 하나는 동사의 도구태(instrumental form)를 사용하는 것이다. 도구태 구문은 다음과 같은 특징이 있다.
- 동사에 접미사를 붙임
  - 어간 끝에서 두 번째 음절이 강세음절인 경우, -mal을 붙임
  - 그 밖의 경우, -mbal을 붙임
- 도구 명사구는 (도구격이 아니라) 절대격으로 표시
- 피행위자 명사구는 (절대격이 아니라) 여격으로 표시

도구태 구문은 지르발어에서 자주 사용된다. 다음은 도구태를 사용해 두 단문을 하나로 합친 예문이다.
- bala bari baŋgul yaɻaŋgu maŋgan ‘남자가 도끼를 집어든다’
- bala yugu baŋgul yaɻaŋgu baŋgu bariŋgu nudin ‘남자가 도끼로 나무를 자른다’
- bala bari baŋgul yaɻaŋgu maŋgan nudilmali bagu yugugu ‘남자가 도끼를 집어들어 (도끼로) 나무를 자른다’

타동사에 붙어 도구태를 나타내는 접사 -mal/mbal은 자동사에 붙어 타동사를 만들 수 있다. 이는 공동태(comitative form)라 하며, 다음과 같은 특징이 있다.
- 동사에 접미사를 붙임(도구태와 같음)
- 행위자 명사구는 (절대격이 아니라) 능격으로 표시
- 새로운 논항을 절대격으로 표시

공동태에서 추가되는 논항은 다양한 의미를 가질 수 있다.
- bayi yaɻa ɟanaɲu ‘남자가 서 있다’
- bala yugu baŋgul yaɻaŋgu ɟanayman ‘남자가 나무와 함께 서 있다’ (= 나무토막 위에 서 있다, 나무에 기대어 서 있다, 나무 아래에 서 있다, 나뭇가지를 들고 서 있다 등)

### 관계절
관계절의 동사와 부동사는 시제 접미사가 올 자리에 대신 관계화 접미사가 온다. (이때 어말 -l이나 -y는 탈락한다.) 그 형태는 관계절의 수식을 받는 명사의 격에 따라 다르다.
- 절대격: -ŋu
- 능격/도구격: -ŋuru
- 여격: -ŋugu
- 처격: -ŋura

각 형태는 관계화 표지 -ŋu-에 격 접미사가 붙은 것으로 분석할 수 있는데, 절대격과 여격은 일반적인 명사의 격 표시 규칙을 따르지만, 능격/도구격과 처격은 관계화 표지 뒤에만 나타나는 특수한 표지인 -ru와 -ra가 쓰였다. 향격이나 탈격으로 굴절한 명사는 관계절의 꾸밈을 받을 수 없다.
- ŋaɟa balan ɟugumbil buɻan ‘내가 여자를 본다’
- balan ɟugumbil ɲinaɲu ‘여자가 앉아 있다’
- ŋaɟa balan ɟugumbil ɲinaŋu buɻan ‘내가 앉아 있는 여자를 본다’

지르발어 관계절에서 관계화될 수 있는 성분은 절대격 논항뿐이다. 따라서 타동사의 주어를 관계화하려면 -ŋay 형을 사용해 격 표시를 바꾸는 등의 과정이 필요하다. 다음은 그러한 과정을 보여주는 예문이다.
- bayi yaɻa banagaɲu ‘남자가 돌아온다’
- bayi yuɻi baŋgul yaɻaŋgu bagan ‘남자가 캥거루를 찔렀다’
- bayi yaɻa bagalŋaɲu bagul yuɻigu (-ŋay 형, 위 문장과 같은 뜻)
- bayi yaɻa bagalŋaŋu bagul yuɻigu banagaɲu ‘캥거루를 찌른 남자가 돌아온다’

지르발어에서 관계절은 피수식 명사 뒤에 오는 편이 선호된다.

## 참고 문헌
- Dixon, Robert M. W. (1972). 《The Dyirbal Language of North Queensland》. Cambridge University Press. ISBN 978-0-521-08510-6.